# بريبين كريستيانسن
بريبين كريستيانسن هو مبارز بالسيف دنماركي، ولد في 7 ديسمبر 1913، وتوفي في 22 مايو 1979 في Herlev ‏ في الدنمارك.

## وصلات خارجية
- بريبين كريستيانسن على موقع أوليمبيديا (الإنجليزية)